# Trieces homonae
Trieces homonae är en stekelart som beskrevs av Kusigemati 1967. Trieces homonae ingår i släktet Trieces och familjen brokparasitsteklar. Inga underarter finns listade i Catalogue of Life.